# Liaoning Chengda
Liaoning Chengda Company Limited (SSE: 600739) er et kinesisk konglomerat. Den statsejede virksomhed er engageret i eksport, import, international handel, kunstgødning, lægemidler, ejendomsudlejning, vacciner og varehuse. Konglomeratets hovedsæde er i Dalian i Liaoning. 

## Historie
Virksomheden blev etableret i 1993 under navnet Liaoning Knitwear and Home-Textiles Import & Export Company. I 1996 blev selskabet børsnoteret på Shanghai Stock Exchange.